# Theodor Eustach (Pfalz-Sulzbach)

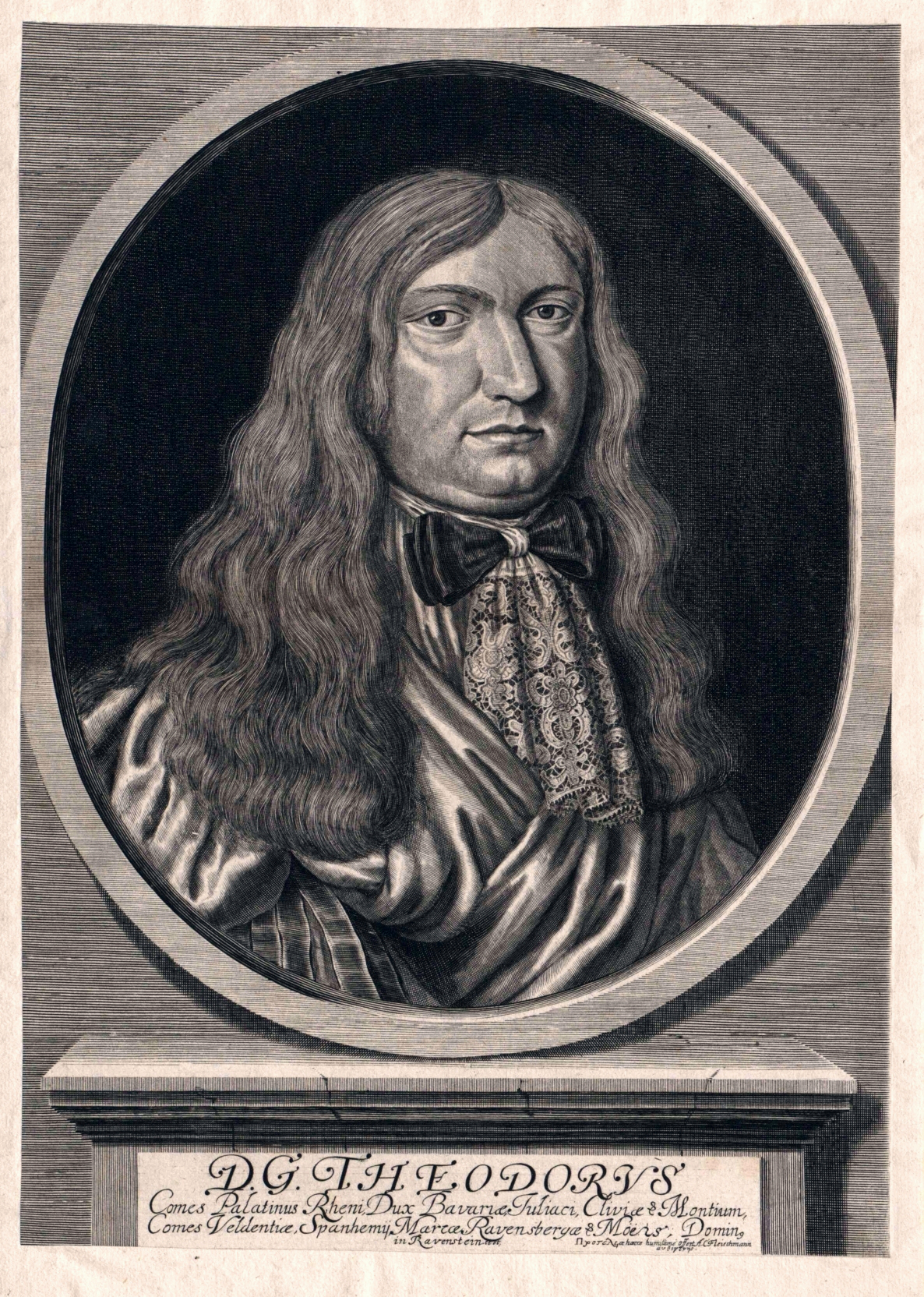
Herzog Theodor Eustach von Pfalz-Sulzbach

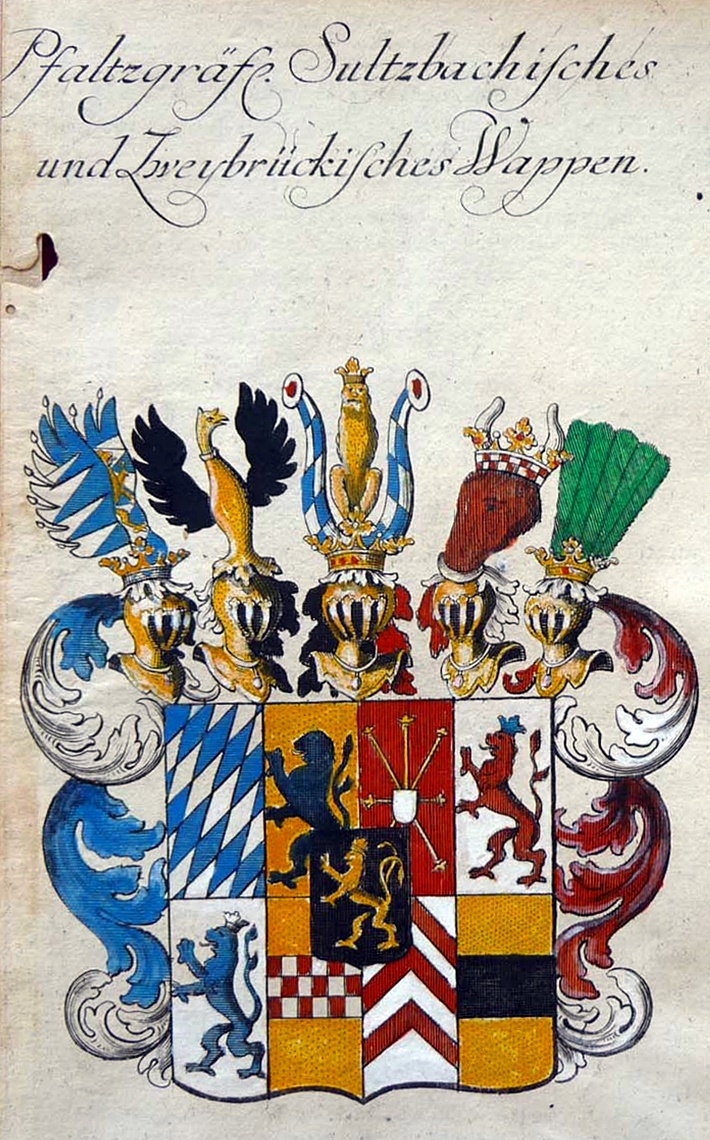
Wappen der Herzöge von Pfalz-Sulzbach

Theodor Eustach von Pfalz-Sulzbach (* 14. Februar 1659 in Sulzbach; † 11. Juli 1732 in Dinkelsbühl) war Pfalzgraf und Herzog von Sulzbach.

## Leben
Theodor Eustach war ein Sohn des Herzogs und Pfalzgrafen Christian August von Sulzbach (1622–1708) aus dessen Ehe mit Amalie (1615–1669), Tochter des Grafen Johann VII. von Nassau-Siegen.
Theodor Eustach beschäftigte in seiner Residenz den kurpfälzischen Architekten Paul Decker, einen Schüler Schlüters. Im Jahr 1714 gelang es dem Herzog den neuburgischen Anteil des Gemeinschaftsamtes Parkstein-Weiden für 200.000 Gulden abzulösen. Am 13. Januar 1727 verzichtete Theodor Eustach zu Gunsten seines erstgeborenen Sohnes Joseph Karl auf seine Ansprüche auf Jülich und Berg.
Wegen Ermangelung männlicher Nachkommen galt Theodor Eustach schon zu Lebzeiten als legitimer Erbe des Neuburger Hauses und damit der Kurwürde, was mit der Vermählung Theodor Eustachs ältesten Sohnes und der einzigen Tochter des Kurfürsten Karl III. Philipp nochmals unterstrichen wurde.
Theodor Eustach starb in Dinkelsbühl, wohin er sich zurückziehen musste, weil eine kaiserliche Untersuchung wegen Munitionslieferungen aus Sulzbacher Eisenhämmern gegen ihn lief. Ihm folgte sein zweiter Sohn Johann Christian Joseph nach, der in die Erbfolge seines verstorben älteren Bruders eingetreten war.

## Ehe und Nachkommen
Theodor Eustach heiratete am 9. Juni 1692 in Lobositz Marie Eleonore (1675–1720), Tochter des Landgrafen Wilhelm I. von Hessen-Rotenburg, mit der er folgende Kinder hatte:
- Maria Anna (1693–1762), seit 1714 Nonne in Köln, Karmelitinnenkloster St. Maria in der Kupfergasse[6]
- Joseph Karl (1694–1729)

⚭ 1717 Pfalzgräfin Elisabeth Auguste von Neuburg (1693–1728)
- Franziska Christine (1696–1776), Fürstäbtissin von Essen und Thorn
- Ernestine Theodora (1697–1775)

⚭ 1719 Landgraf  Wilhelm II. von Hessen-Wanfried (1671–1731)
- Johann Wilhelm (1698–1699)
- Johann Christian (1700–1733), Pfalzgraf und Herzog von Sulzbach

⚭ 1. 1722 Prinzessin Maria Henriette de La Tour d’Auvergne, Markgräfin von Bergen op Zoom (1708–1728)
⚭ 2. 1731 Prinzessin Eleonore von Hessen-Rheinfels-Rotenburg (1712–1759)
- Elisabeth Eleonore (1702–1704)
- Anna Christine (1704–1723)

⚭ 1722 Herzog Karl Emanuel III. von Savoyen (1701–1773)
- Johann Wilhelm August (1706–1708)